# Мадридський комплекс далекого космічного зв'язку
Мадридський комплекс далекого космічного зв'язку (ісп. Complejo de Comunicaciones de Espacio Profundo de Madrid, англ. Madrid Deep Space Communications Complex) — станція космічного зв'язку, розташована у Робледо-де-Чавела в Іспанії і керована Національним інститутом аерокосмічної техніки у співпраці з НАСА й за участі ЄКА. Належить до Мережі далекого космічного зв'язку НАСА і Європейської РНДБ-мережі. Перша антена комплексу була встановлена в 1961 році для програми «Марінер».

## Опис
Комплекс включає антени DSS-63 (діаметром 70 м), DSS-65, DSS-54 і DSS-55 (по 34 м кожна), DSS-66 (26 м). Найстаріша антена, DSS-61, зараз використовується лише для освітніх проєктів, зокрема для проєкту PARTNeR. У січні 2021 року запрацювала нова антена DSS-56 діаметром 34 метри, виготовлена Національним інститутом аерокосмічних технологій. Наприкінці 2021 року планувалось введення в експлуатацію нової антени DSS-53.
Поруч з комплексом антен розташований центр НАСА для відвідувачів.
|                  |
| Загальний вигляд |

|                        |
| Центр для відвідувачів |

## Історія

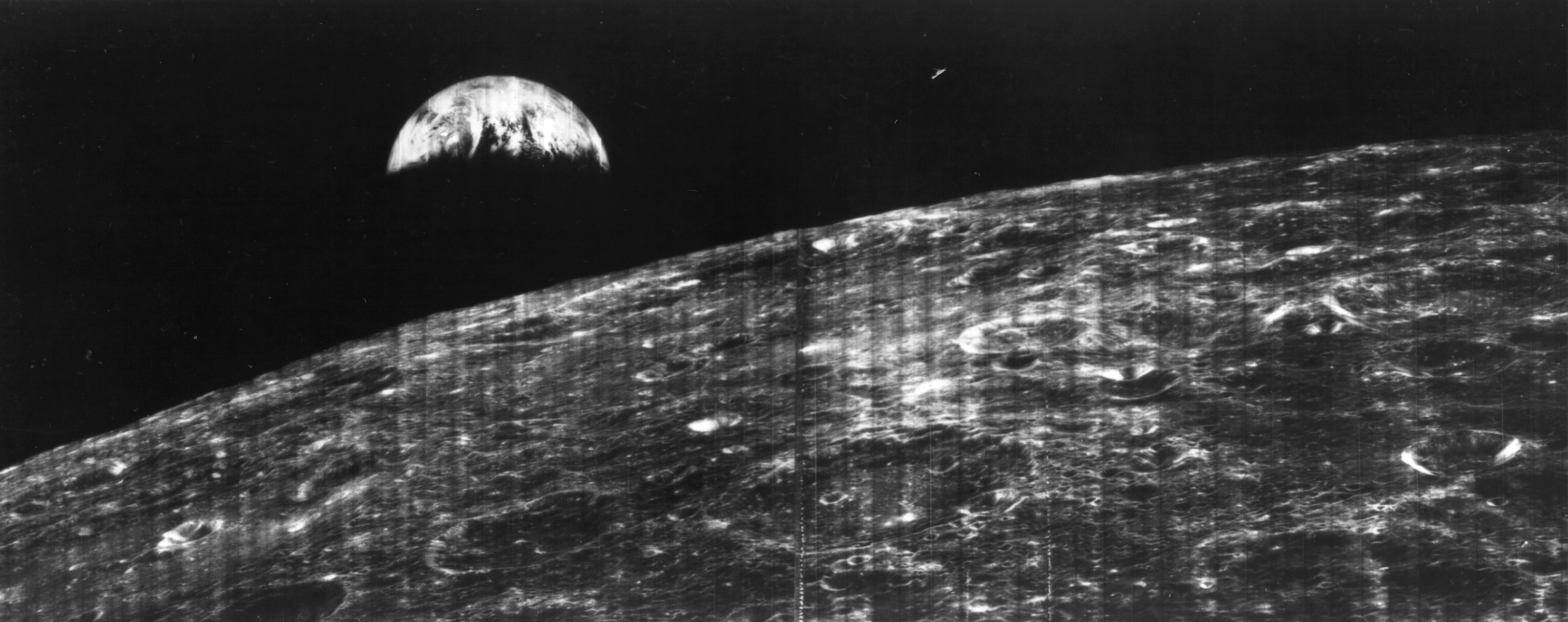
Перше фото Землі з Місяця передано 23 серпня 1966 року з «Лунар орбітер» до Робледо-де-Чавела.

Перша антена під назвою DSS-61 діаметром 26 м була встановлена в 1961 році для програми «Марінер». Комплекс космічного зв'язку був урочисто відкритий у 1964 році тодішнім принцом Іспанії Хуаном Карлосом I і почав свою роботу в липні 1965 року під час місії «Марінер-4».
Інша 26-метрова антена DSS-66 була встановлена незабаром після першої, але в іншому місці — в сусідньому муніципалітеті Фреснедільяс-де-ла-Оліва. Вона використовувалась для місій програми «Аполлон». Зокрема, Ніл Армстронг, учасник висадки на Місяць в межах місії «Аполлона-11», згадував: «Без життєво важливого зв'язку між „Аполлоном-11“ і мадридською станцією Робледо-де-Чавела наша висадка на Місяць була б неможливою». Комплекс зв'язку у Фреснедільяс-де-ла-Оліва закрився в 1985 році. Антену DSS-66 розібрали, перевезли до Робледо-де-Чавела і встановили на новому місці.
Третьою антеною в Робледо-де-Чавела є DSS-63, яка була створена з діаметром 64 м, але згодом розширена до 70 м для відстеження зондів «Вояджер», коли їх місія була продовжена за межі Сатурна.
Антени Мадридського комплексу далекого космічного зв'язку використовувались для зв'язку з космічними апаратами «Вікінг», «Mars Express» і «Venus Express», «Розетта», «Кассіні-Гюйгенс», «Pioneer 10», «Mars Reconnaissance Orbiter». Саме Мадридському комплексу вдалося з'єднатися з марсоходом «Спіріт», коли він втратив зв'язок із Землею.

## Інші найближчі станції
У Мадриді, крім цієї станції, є ще два комплекси космічного моніторингу та досліджень:
- Європейський центр космічної астрономії[en] Європейського космічного агентства (у Вільянуева-де-ла-Каньяда).
- Центр контролю та моніторингу Hispasat (в Арганда-дель-Рей).

Поблизу Робледо де Чавела, у сусідньому місті Себрерос (в Авілі), Європейське космічне агентство побудувало ще одну антену на старій закритій станції НАСА. Таким чином, ЄКА має намір створити власну мережу дослідження космосу з трьома антенами, розташованими в трьох точках на планеті, подібно до Мережі далекого космічного зв'язку НАСА.